# Esmee Daalman
Esmee Daalman (Hillegom, 30 juni 2005) is een voetbalspeelster uit Nederland. Ze speelt als verdediger voor Telstar. 

## Carrière
In haar jeugdjaren kwam Daalman uit voor FC Lisse en RKVV DSS. Telstar keerde vanaf het seizoen 2022/23 terug in de Vrouwen Eredivisie. Daalman ging deel uitmaken van de jeugdopleiding van de Witte Leeuwinnen.
Op 21 januari 2024 maakte Daalman haar debuut voor Telstar in de Vrouwen Eredivisie in een thuiswedstrijd tegen PSV door in de 86ste minuut in te vallen voor Isabelle Nottet. In een uitwedstrijd  tegen PEC Zwolle op 20 april 2024 mocht Daalman voor het eerst in de basis van de Witte Leeuwinnen starten.
Telstar maakte op 3 mei 2024 bekend dat Daalman vanaf het seizoen 2024/25 door zal schuiven naar de eerste selectie van de Witte Leeuwinnen.

## Statistieken
| Seizoen | Club    | Competitie | Competitie | Competitie | Beker | Beker | Overig | Overig | Totaal | Totaal |
| Seizoen | Club    | Competitie | Wed.       | Dlp.       | Wed.  | Dlp.  | Wed.   | Dlp.   | Wed.   | Dlp.   |
| ------- | ------- | ---------- | ---------- | ---------- | ----- | ----- | ------ | ------ | ------ | ------ |
| 2023/24 | Telstar | Eredivisie | 3          | 0          | 0     | 0     | 0      | 0      | 3      | 0      |
| Totaal  | Totaal  | Totaal     | 3          | 0          | 0     | 0     | 0      | 0      | 2      | 0      |

Bijgewerkt t/m 3 mei 2024.